# Besseria pilimacula
Besseria pilimacula är en tvåvingeart som beskrevs av Herting 1973. Besseria pilimacula ingår i släktet Besseria och familjen parasitflugor. Inga underarter finns listade i Catalogue of Life.